# Poenomia
Poenomia is een geslacht van vlinders van de familie spinneruilen (Erebidae), uit de onderfamilie Herminiinae.

## Soorten
- P. berthalis Schaus, 1906
- P. frigidalis Dognin, 1914
- P. hiempsal Schaus, 1913
- P. maculata Schaus, 1913
- P. orizabensis Hampson
- P. turpis Schaus, 1913